# (11442) Seijin-Sanso
(11442) Seijin-Sanso est un astéroïde de la ceinture principale.

## Description
(11442) Seijin-Sanso est un astéroïde de la ceinture principale. Il fut découvert le 22 octobre 1976 à Kiso par Hiroki Kosai et Kiichiro Hurukawa. Il présente une orbite caractérisée par un demi-grand axe de 2,22 UA, une excentricité de 0,04 et une inclinaison de 5,4° par rapport à l'écliptique.

## Compléments